# 高野水登
高野 水登（たかの みなと、1993年7月29日 - ）は、日本の脚本家。神奈川県出身。Queen-B所属。

## 人物・略歴
神奈川総合高等学校、日本大学芸術学部演劇学科劇作コース卒業。
20代にして『賭ケグルイ』『映像研には手を出すな!』など人気漫画の実写化脚本を担当。
日本テレビ系ドラマ『真犯人フラグ』で地上波ドラマ単独初脚本。
2022年より友人である芸人大島育宙とともに様々なコンテンツについて語るラジオ、無限まやかしを開始。
2023年、スーパー戦隊シリーズ47作目『王様戦隊キングオージャー』の脚本を担当。

## 脚本

### テレビドラマ
- 年末・幕末維新スペシャル 決戦!鳥羽伏見の戦い 日本の未来を決めた80時間（2017年、NHK BSプレミアム）
- 賭ケグルイ（2018年、TBS） - 全話脚本
- 極道めし 第7話（2018年、BSジャパン） - ドラマ部分脚本
- 電影少女 -VIDEO GIRL MAI 2019- 第5話・最終話（2019年、テレビ東京） - 共著
- あなたの番です シリーズ（日本テレビ）
  - あなたの番です 特別編（2019年）
  - 「あなたの番です」金曜ロードショー完全新撮スペシャル!!（2021年）
- 仮面ライダーゼロワン 第23話・第24話（2020年、テレビ朝日）
- 映像研には手を出すな!（2020年、MBS）
- 世界を変えた女の子「エイダ・ラブレス編」（2020年、NHK Eテレ）
- 真犯人フラグ（2022年、日本テレビ） - 全話脚本
- 王様戦隊キングオージャー（2023年 - 2024年、テレビ朝日） - メインライター、第32話・第33話以外全話執筆

### 配信ドラマ
- 仮面ライダーブレイブ〜Surviveせよ!復活のビーストライダー・スクワッド!〜（2017年、東映特撮ファンクラブ）
- あなたの番です huluオリジナルストーリー「扉の向こう」（2019年、Hulu） - 全話脚本
- 僕らが殺した、最愛のキミ（2021年9月17日 - 10月8日、TELASA）

### 映画
- 3D彼女 リアルガール（2018年） - 英勉と連名にて脚本担当
- 賭ケグルイ シリーズ
  - 映画 賭ケグルイ（2019年）
  - 映画 賭ケグルイ 絶体絶命ロシアンルーレット（2021年）
- いなくなれ、群青（2019年）
- 映像研には手を出すな!（2020年）
- 映画 王様戦隊キングオージャー アドベンチャー・ヘブン（2023年）[5]

### オリジナルビデオ
- 仮面ライダーシリーズ
  - 仮面ライダーエグゼイド [裏技] シリーズ（2017年）
    - 仮面ライダーゲンム
    - 仮面ライダースナイプ エピソードZERO
    - 仮面ライダーレーザー

  - プロジェクト・サウザー（2020年）
- スーパー戦隊シリーズ
  - 王様戦隊キングオージャーVSドンブラザーズ（2024年）[6]
  - 王様戦隊キングオージャーVSキョウリュウジャー（2024年） - 脚本監修[7]

### テレビアニメ
- 忍の一時（2022年） - シリーズ構成

### 配信アニメ
- TIGER & BUNNY 2 #06（2022年、Netflix） - 西田征史と連名
- もっふんといっしょ（2023年、東映特撮ファンクラブ） - 全話脚本

### 舞台
- 仮面ライダーエグゼイド スペシャルイベント「仮面ライダーエグゼイド スペシャルショー」（2017年）

## 脚本以外の執筆作品
- もっふんのうた（王様戦隊キングオージャーの劇中劇『もっふんといっしょ』の主題歌、作詞・作曲を担当）